# 강서대묘

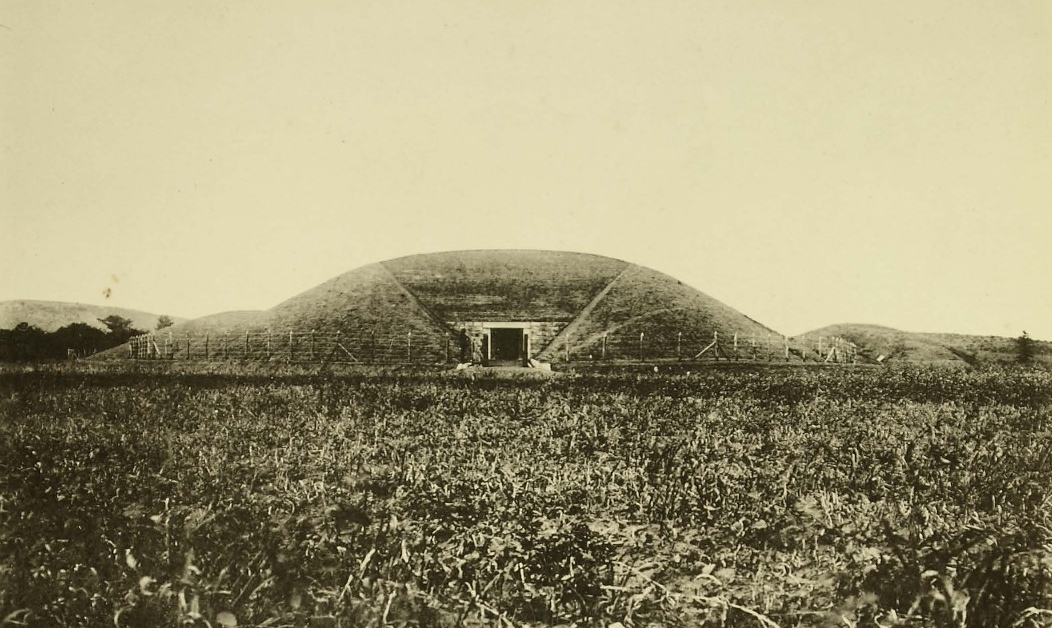
조선고적도보(1915년)에 실린 강서대묘 모습

강서대묘(江西大墓)는 남포특별시 강서구역에 있는 고구려의 벽화 고분(굴식 돌방무덤)이다. 이웃한 2개의 큰 무덤과 함께 강서삼묘(江西三墓)를 형성한다. 고구려의 왕인 평원왕 혹은 영양왕의 무덤으로 추정된다.

## 구조
고분의 분구는 원형이며, 기저의 지름은 약 51.6m, 높이는 8.86m이다. 무덤의 구조는 널방 남벽의 중앙에 달린 널길과 평면이 방형인 널방으로 된 외방무덤이다. 널방 네 벽과 천장은 질이 좋고 잘 다음어진 큰 화강암 판석 각각 한 장으로 축조하였고, 천장은 2단의 평행굄돌을 안쪽으로 내밀고 그 위에 2단의 삼각굄돌을 얹고서 덮개돌을 덮은 모줄임천장이다.

## 벽화
고구려 벽화 고분기 제3기에 해당한다. 벽화의 내용은 사신도 및 장식무늬이며, 회칠을 하지 않은 잘 다듬어진 널방 돌벽 면에 직접 그렸다. 수마(水磨)로 다듬어서 쌓아올린 화강석벽(花崗石壁) 위에 직접 그렸으므로 박락손상(剝落損傷)함이 없이 1300여 년이 지난 오늘에도 오히려 그 빛깔이 청명하게 살아남아 있다.
널방 남벽의 입구 주변에는 인동·당초 무늬를 그려 장식하고, 좌우의 좁은 벽에는 주작을 한 마리씩 그렸으며, 동벽에는 청룡, 서벽에는 백호, 북벽에는 현무, 천장 중앙의 덮개돌에는 황룡을 각각 그렸는데, 천장의 황룡은 침수에 의하여 박락되어 분명하지 않다.
천장벽화는 천장부를 구성하고 있는 제1단의 굄돌 옆면에 인동무늬를 감싸안은 초롱무늬가 S자형으로 이어져나간 무늬띠를 돌렸으며, 제2단 굄돌 옆면에는 비천·비운·신선·산악 등이 그려져 있다. 이 굄돌의 아랫면에는 인동초롱무늬의 중앙에 연꽃무늬가 가미되어 있고, 좌우에 연꽃을 그렸으며, 그 아랫면에는 구석에 연꽃과 인동이 혼합된 무늬를 배치하고 그 좌우에 마주 대한 봉황을 그렸다. 제4단 굄돌 옆면에는 괴조와 봉황이, 그 아랫면 구석에는 연꽃과 인동이 혼합된 무늬가 그려져 있다.
고분축조 및 벽화연대는 7세기 초로 추정되며, 벽화는 대체로 철선묘법으로 그려졌는데, 사신도는 그 구상이 장대하고 힘차며 필치가 세련되어 한국의 고분벽화 중에서 극치를 이루는 걸작으로 평가된다.

### 현무도
사신도 중의 현무도는 북벽에 그려져 있는데, 세선(細線)을 사용하여 하나의 가공적이고 상징적인 괴물(玄武)의 무서운 모양을 패기(覇氣)차게 실물처럼 묘사하고 있다. 필선(筆善) 자체의 속도감보다 물상이 지닌 운동감과 생명력이 더 현저하게 부각되고 있는데, 그 윤곽선이 치밀한 톱니바퀴 모양(鋸齒形)의 파동을 이루는 점이 주목된다. 흑색의 선에 적(赤)·녹(綠)·황(黃)·청(靑)·백의 여러 가지 빛깔을 단색으로 사용했으나, 안료를 무엇으로 썼는지는 밝혀지지 않고 있다. 이러한 필법들은 중국 육조 시대(六朝時代)의 영향을 받았으되 오히려 세련된 점에 있어서는 그것을 능가하는 면모가 보인다.

## 사진

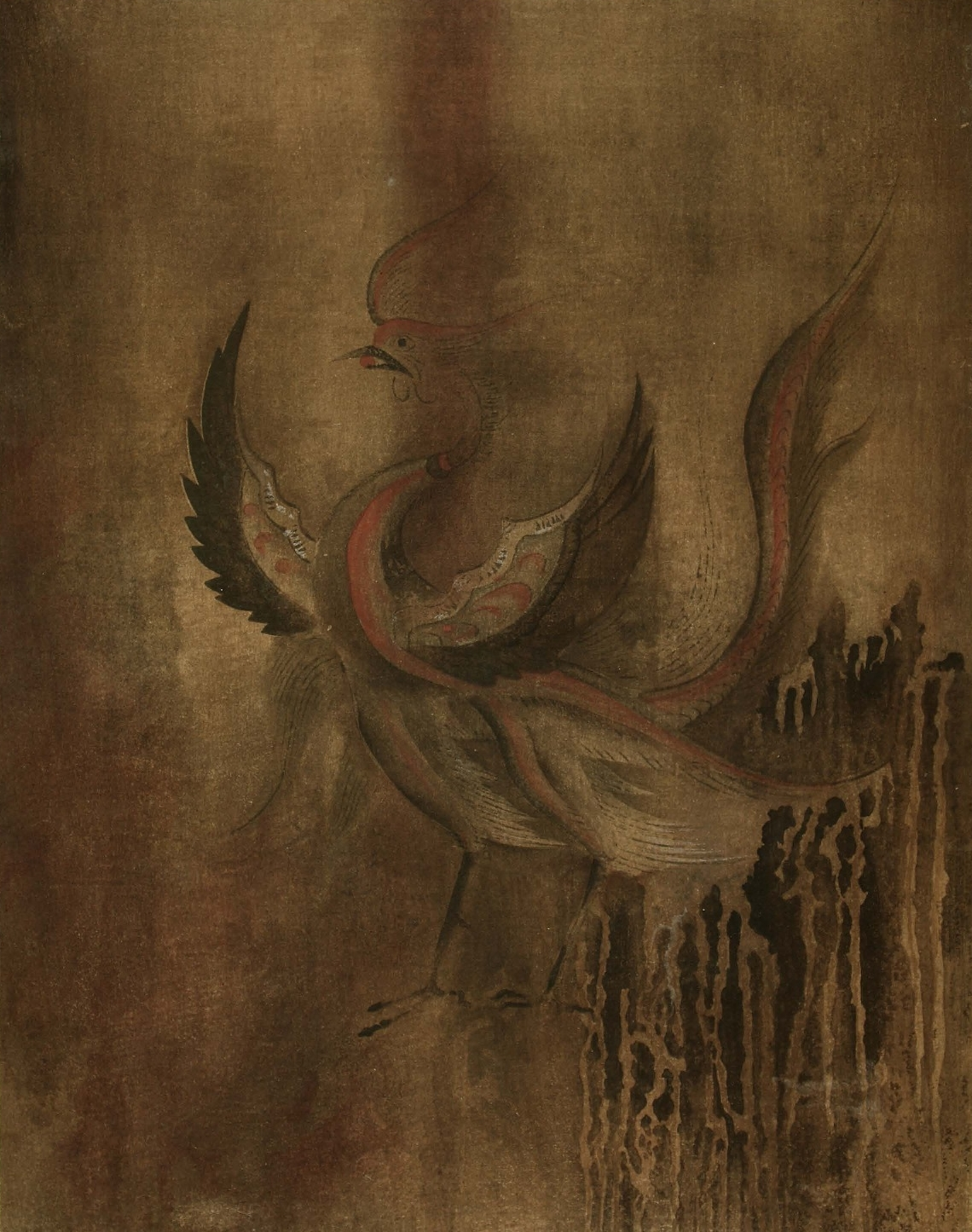
주작도
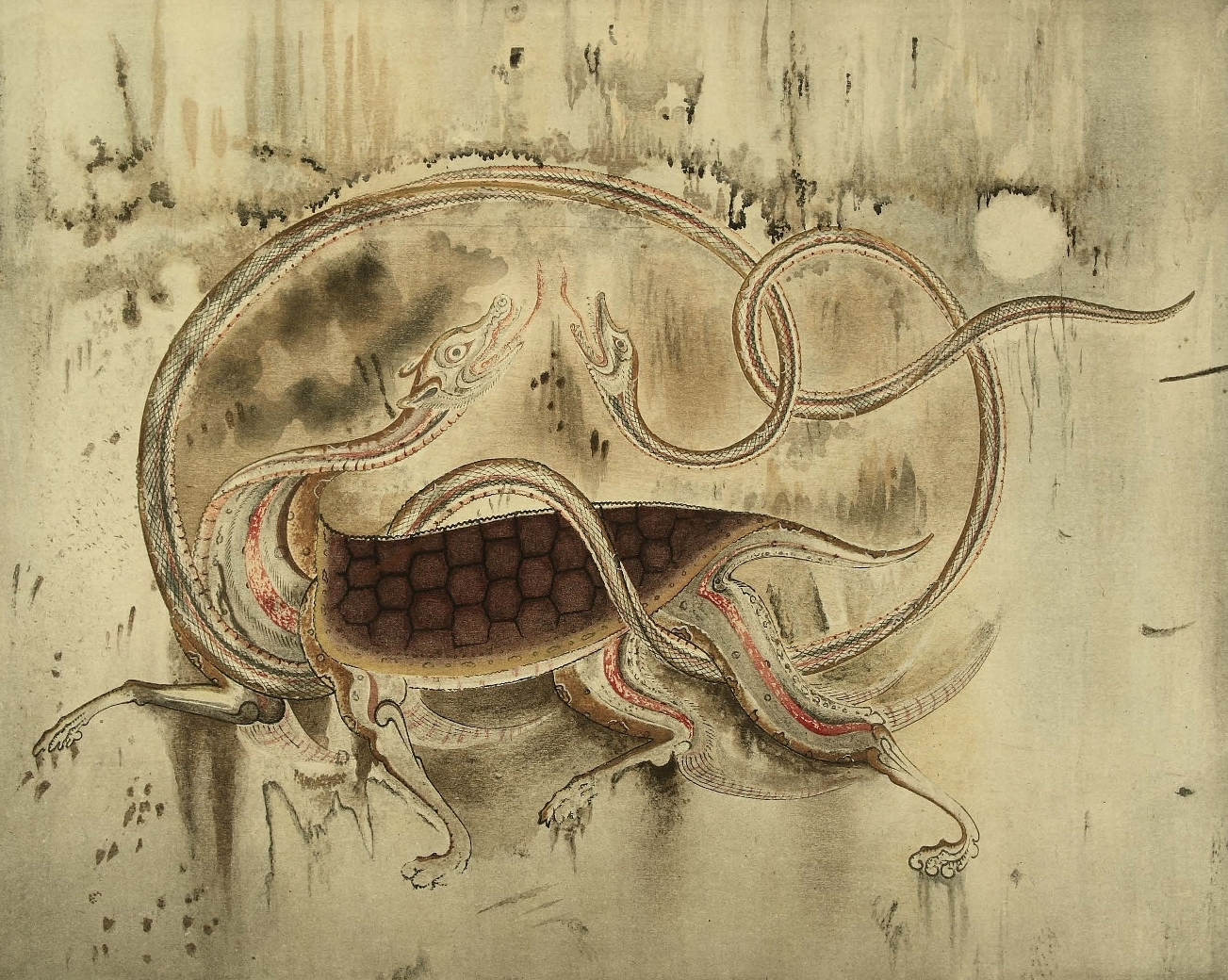
현무도
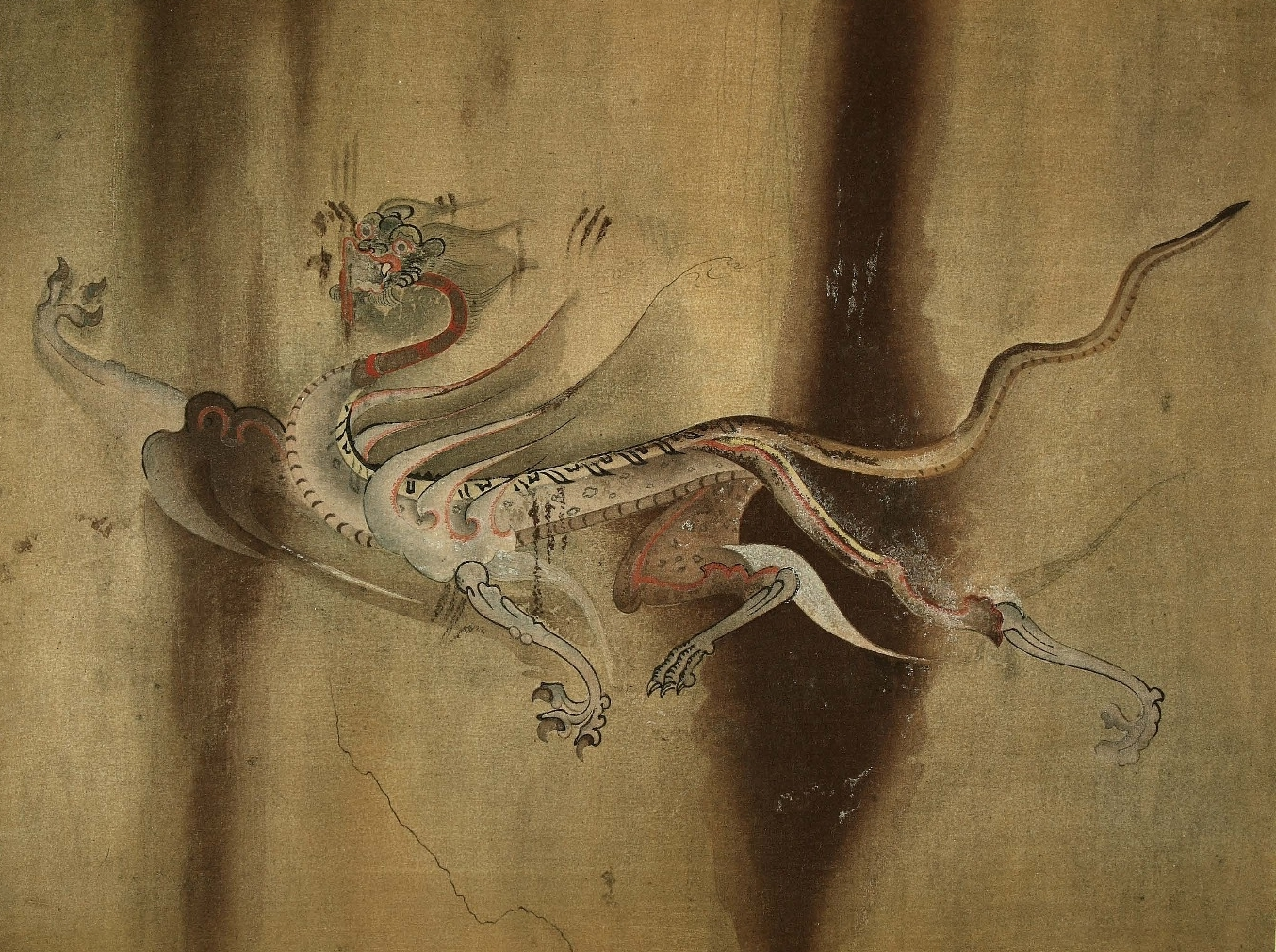
백호도
청룡도